# Vas (Veneto)
Vas település Olaszországban, Veneto régióban, Belluno megyében.  Vas Feltre, Lentiai, Segusino és Quero községekkel határos.

## Népesség
A település lakossága az elmúlt években az alábbi módon változott: